# Engelbert III van Istrië
Engelbert III van Istrië (overleden op 6 oktober 1173) was van 1124 tot aan zijn dood markgraaf van Istrië. Hij behoorde tot het huis Spanheim.

## Levensloop
Engelbert III was de tweede zoon van markgraaf Engelbert II van Istrië en diens eerste echtgenote Uta van Passau. Toen zijn oom, hertog Hendrik IV van Karinthië, in 1123 stierf, volgde zijn vader hem op als hertog van Karinthië. Zijn vader trad vervolgens ten voordele van Engelbert III af als markgraaf van Istrië. Hij resideerde echter vooral in de bezittingen van het huis Spanheim rond de stad Kraiburg, die zijn moeder binnen deze dynastie had gebracht.
In 1135 werd hij als vertegenwoordiger van keizer Lotharius III naar de synode van Pisa, waar getracht werd om het conflict tussen paus Innocentius II en tegenpaus Anacletus II op te lossen. Als dank hiervoor kreeg Engelbert III van de keizer het markgraafschap Toscane, maar reeds in 1137 werd hij als markgraaf opgevolgd door hertog Hendrik X van Beieren. In 1156 was Engelbert III bovendien aanwezig bij de Rijksdag van Regensburg, waarbij keizer Frederik I Barbarossa het markgraafschap Oostenrijk tot hertogdom verhief. 
In 1140 huwde Engelbert met Mathilde (overleden in 1165), de jongste dochter van de Beierse graaf Berengarius II van Sulzbach. Het huwelijk bleef echter kinderloos. Hierdoor ging het markgraafschap Istrië na Engelberts dood in 1173 naar de graven van Andechs.
Wel had Engelbert III een buitenechtelijke zoon Pellegrino (overleden in 1204), die vanaf 1195 patriarch van Aquileja.